# 大恩特倫河
46°59′43″N 8°03′34″E / 46.99525°N 8.05956°E

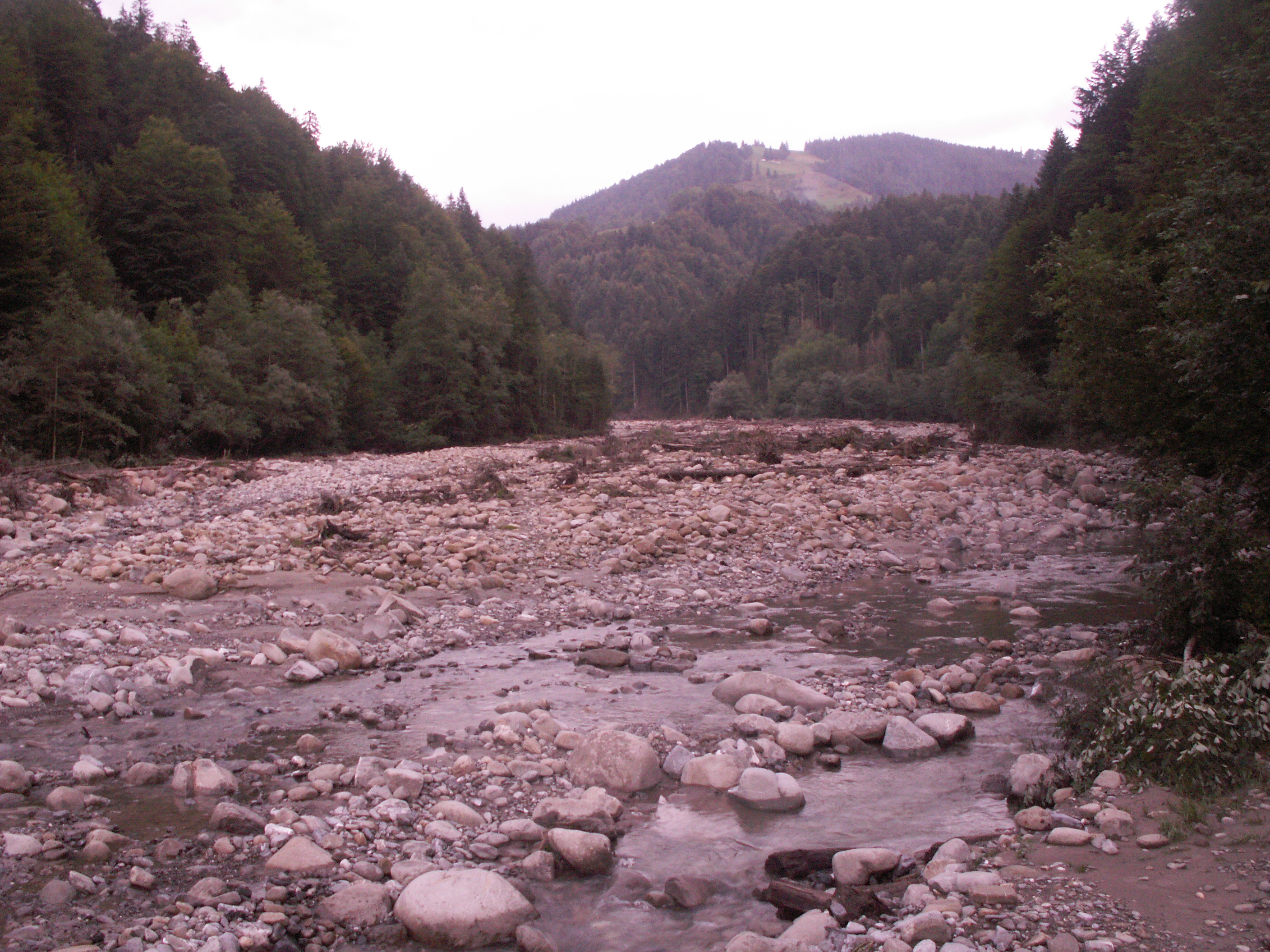

大恩特倫河是瑞士的河流，位於該國中部，位於該國中部，流經盧塞恩州，河道全長9.6公里，屬於羅伊斯河的右支流，河道全長18公里，流域面積66平方公里，河口處在恩特勒布赫。